# ホタルイカ
ホタルイカ（螢烏賊／蛍烏賊、学名Watasenia scintillans (Berry, 1911)）は、ツツイカ目（開眼目）ホタルイカモドキ科に属するイカの一種である。軟体動物類の深海性発光動物。「コイカ」あるいは「マツイカ」ともよばれ、胴長は雄4cm・雌6cm、重さ10gと小さい。後述のように食用とされる。
富山県滑川市の『滑川市のさかな』に指定されている（1991年7月30日より）。

## 名称について
ホタルイカの属名Watasenia は1905年に和名を「ホタルイカ」と命名した明治期の生物学者渡瀬庄三郎にちなんで1913年に石川千代松によりつけられている。富山の方言では「マツイカ」と呼ばれることが多かった。これはホタルイカが松の肥料として利用されることが多かったからとされる。
英名の一つであるfirefly squidは和名と同じく「ホタルのようなイカ」の意味で、toyama squidは日本の代表的な産地である富山湾に因む。米『ウェブスター辞典』のfirefly squidの項目には"a brilliantly luminescent squid (Watseonia scintillans) caught in great quantities off the western coast of Japan where it is used for fertilizer"と記載されている。冷蔵・運送が近代化される前は、地元での食用以外は、流通前に肥料として多く利用されたためである。
“ほたるいか”は「晩春」を表す季語の一つである。

## 分布と生態
世界にはホタルイカの仲間が40種類ほど生息している。
日本近海では日本海全域と太平洋側の一部に分布しており、富山湾に面する滑川市を中心とする富山県と、兵庫県の日本海側で多く水揚げされている。特に、数十万匹の大群で海岸近くまで押し寄せるのは富山湾独特の珍しい現象で、世界でも他に見られない。この為、生息海面が特別天然記念物に指定されている。漁獲量は兵庫県の浜坂漁港が日本一（2017年で2734トン）で、富山県全体（同1299トン）を上回る。富山湾ではホタルイカの雌が産卵のため深海200～600mの谷間から浮上して浅瀬に密集し、翌未明には沖へ帰っていく。晩春から初夏までが産卵期で、1回当たり数千個から1万個の卵を産む。交尾と産卵は同時ではない。
ホタルイカが発光する理由は、外敵に対する威嚇・幻惑・仲間とのコミュニケーション・餌寄せのためなどとされている。発光器は3種類、すべて腹側に付いている。いちばん大きくて強く光る発行器は、一対の腕の先に3個ずつあって青白く光る。皮膚にある発光器は、 ひれを除く全身に700～1,000個あって青と緑の光を満天の星のように放つ。そして両眼の周りに5個ずつある。
触手の先には、それぞれ3個の発光器が付いている。何かに触れると発光するため、敵を脅すものではないかと考えられているが、光によって敵を誘導し、ただちに消灯してその場から逃げるという、いわば囮としての機能があるともされている。体表の海底側（腹側）には細かい発光器があり、これは海底側にいる敵が海面側にいるホタルイカを見ると、海面からの光に溶け込み姿が見えなくなるカウンターイルミネーション効果の役割を果たしている。海面側から海底に向かって見た場合はこの効果が働かないため、体表の海面側（背中側）には発光器はほとんど存在しない。

### 発光物質
発光反応の全容は未解明である。しかし、仕組みは 発光素（ルシフェリン）・発光酵素（ルシフェラーゼ）などが化学反応を起こすことによる。「セレンテラジンジサルファイト化合物（coelenterazine disulfate、二硫化セレンテラジン化合物、ルシフェリンの一種）によると考えられており、アデノシン三リン酸（ATP）とマグネシウム（Mg）が大きく関与している」。また、「発光反応の最適温度は、5℃でホタルイカの生息適温と対応している」などが判明している。

## 見学

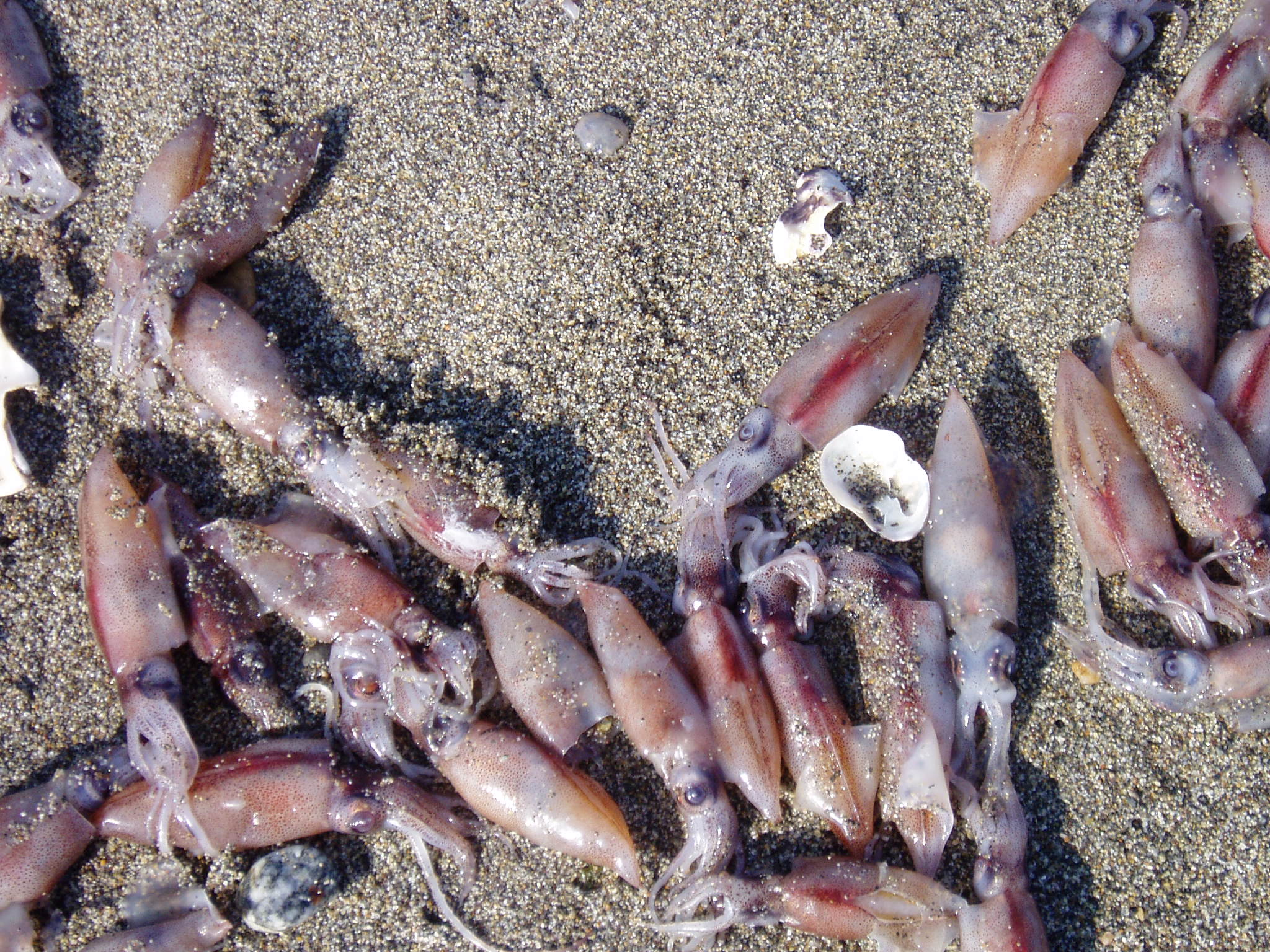
身投げしたホタルイカ（富山市浜黒崎海岸にて）

ホタルイカは春の風物詩として知られており、「富山湾の神秘」といわれている。ホタルイカ大群遊のときに見られる青緑の宝石のようで幻想的な光の帯は「海の銀河」にも例えられる。富山県の滑川市を跨いで富山市から魚津市にかけて水揚げされる富山湾沿岸は、ホタルイカの群遊海面として有名である。富山湾に流入する常願寺川の河口左岸から魚津港までの約15km、満潮時の沖合1,260mまでの海域は1922年（大正11年）に国の天然記念物に指定され、1952年（昭和27年）3月29日には「ホタルイカ群遊海面」の名称で特別天然記念物に格上げし、生息海面を保護している。天然記念物指定を「ホタルイカ」とすると食用利用が出来なくなるために、「群遊海面」を指定して保護したものである。富山湾でのホタルイカ定置網漁の様子は観光船から観察できる。
4-5月の富山湾沿岸では、発光しつつ砂浜に打ち上げられ「ホタルイカの身投げ」といわれる光景が出現することもある。大量のホタルイカが波によって浜に打ち寄せられる現象が、風がなく比較的暖かい、新月前後の夜中から夜明け前の暗がりの中で幻想的に見られることがある。
富山県滑川市の「ほたるいかミュージアム」でホタルイカの様子を観察できる。
兵庫県浜坂漁港では毎春「浜坂みなとほたるいか祭り」を開いている。ホタルイカは1966年（昭和41年）7月1日発売の35円普通切手の意匠になった。

## 利用
主に食用となるほか、養殖マグロの飼料用途への研究がされている。

### 漁法
漁期は2月から5月頃、主な産地は日本海側の兵庫県、富山県、鳥取県、福井県などである。
- 富山県（富山湾）では、定置網漁により夜間に沿岸に浮上してくる個体を明け方前に捕獲する。富山湾沿岸での定置網漁であるため、漁獲資源が保護され、且つ、ホタルイカを傷つけずに捕獲できることで鮮度が良いことが特徴である。また、この漁を観察するための観光船が漁期のみの期間限定で滑川市で運航されている[13]。
- 兵庫県（山陰沖）での底引き網漁は昭和60年（1985年）頃に開始され、深さ200m程度を回遊している個体を捕獲する[14]。年間2000tから3000t程度[15]を捕獲しており捕獲量は、富山県より多い[16]。

### 食用
富山県では古くから食用とされ、炒め物、佃煮を含む煮物、酢味噌和え、沖漬け、素干し、天ぷら、唐揚げ、足だけを刺身にした竜宮そうめんなどがある。腐敗が早いため冷凍・冷蔵での高速輸送手段が発達するまで、産地以外での食用は困難だった。現代では、首都圏など水揚げ漁港から遠い地域の食品スーパーマーケットや鮮魚店で販売されるほか、居酒屋や回転寿司店などで提供される。
傷みやすいことによる食中毒や、後述するような寄生虫の虞があるため、古くより食してきた地元でも生では食べなかった。平成になってから、冷凍などの処理をしたものが生食用として春先の店頭に並ぶことが多くなっている（生食の注意点については後述）。
食味や旬の漁獲高が多いことだけでなく、近年は栄養面でも評価されている。富山短期大学教授の竹内弘幸（食品機能学）の分析によると、ビタミンAやビタミンB12、タウリンを多く含む。
- 東京のスーパーで売られるホタルイカ
- ホタルイカの辛子酢味噌和え
- ほたるいか醤油漬け(2010年2月撮影)
- 刺身と竜宮そうめん(ほたるいかミュージアムにて)
- ホタルイカの握り寿司(2025年3月撮影)

#### 生食
漫画『美味しんぼ』第37巻収録の「生きた宝石」で、ホタルイカについて生きたまま食べる描写（ホタルイカの踊り食い）がなされている。作中では肝のおいしさが絶賛されているが、ホタルイカには旋尾線虫亜目に属する旋尾線虫( Crassicauda giliakiana )が寄生しているため、生食の際は厚生労働省が指定した方法で処理を行う必要がある。未処理品の「踊り食い」や処理が不完全な物を食用とした場合、後述の寄生虫症を発症することがある。
厚生労働省による通知、（衛食第110号 衛乳第125号 平成12年6月21日）
1. 生食を行う場合には、次の方法によること。
-30℃で4日間以上、もしくはそれと同等の殺虫能力を有する条件で凍結すること。（同等の殺虫能力例：-35℃（中心温度）で15時間以上、または-40℃で40分以上）
なお、凍結処理を行った場合、製品にその旨表示を行うこと。
内臓を除去すること、または、内臓除去が必要である旨を表示すること。
2. 生食用以外の場合には、加熱処理（沸騰水に投入後30秒以上保持、もしくは中心温度で60℃以上の加熱）を行うこと。
3. 販売者、飲食店等関係営業者に対し、生食用としてホタルイカを販売等を行う場合には、1.にある方法により処理したものを販売するよう指導すること。
4. 一般消費者に対し、ホタルイカを生食する場合の寄生虫感染の可能性について情報提供を行うとともに、生食する場合には1.にある方法による旨を啓発すること。

#### 寄生虫症
生食により寄生虫症を発症し、急性腹症として腸閉塞、皮膚爬行症、眼球移行症などを起こすことがある。国立感染症研究所によれば、最初の症例報告は1974年の秋田県での腸閉塞の疑い例とされている。その後、報告は1987年まで途絶えるが以降1994年までに約50例が報告され注目された。診断は摘出虫体の病理組織学的同定（とり出して調べる）。治療法は今のところ外科的摘出（広い目にメスを入れて引っ張りだす）のみ。
症状
- 急性腹症 - 潜伏期間：1 - 3日程度。嘔気、嘔吐、下痢、腹痛、腸閉塞[28][29]。
- 皮膚爬行症 - 潜伏期間：2週間程度。皮膚にミミズバレなど、眼球移行も報告されている[30]。